# Gasfordon
Gasfordon, ett samlingsbegrepp som innefattar gasbilar, gasbussar och andra fordon som drivs med fordonsgas eller motorgas. Om fordonen använder drivmedel som består av en gas, men drivmedlen är i flytande form, som till exempel GTL-drivmedel till helt vanliga dieselfordon, eller i form av fryst metangas (LNG) eller trycksatt biogas(CBG) ihop med flytande dieseldrivmedel i dieselfordon, utrustade med s.k. dual fuel teknik  så kallas fordonet normalt sett inte för "gasfordon", även om de drivs helt eller delvis med energi som kommer från gas.